# Новая Селя
 Новая Селя  — село Никольского района Пензенской области. Входит в состав Ахматовского сельсовета.

## География
Находится в северо-восточной части Пензенской области на расстоянии приблизительно 17 км на юго-восток по прямой от районного центра города Никольск на левом берегу речки Кеньши.

## История
Известно с 1748 году как деревня Засурского стана Пензенского уезда, 112 ревизских душ ясачной мордвы. В 1782 году показана в одной меже с селом Коржевкой. В 1911 году 177 дворов, водяная мельница, 2 шерсточесалки, кузница, 2 лавки. В 1944 году — колхозы «Красный Восход» и «Коммунар». В 1955 году — колхоз имени Буденного. В 2004 году — 65 хозяйств.

## Население
Численность населения: 408 человек (1864 год), 1129 (1911), 1052 (1926), 1170 (1930), 546 (1959), 362 (1979), 247 (1989), 182 (1996). Население составляло 122 человека (мордва 81 %) в 2002 году, 90 в 2010.